# ستيفن دوريان
ستيفن دوريان (بالإنجليزية: Steven Dorian)‏ هو مغني أمريكي، ولد في 15 نوفمبر 1977 في نورثبريدج في الولايات المتحدة.

## وصلات خارجية
- الموقع الرسمي